# Círculo Artístico de Ciudadela
El Círculo Artístico de Ciudadela (en catalán Cercle Artístic de Ciutadella) es una entidad cultural española fundada el 16 de abril de 1881 en Ciudadela (Menorca) con el objetivo de aglutinar todas las clases sociales existentes en la población facilitando espacios de ocio y de sociabilidad. Comenzó su trayectoria cultural y social realizando diversas actuaciones como iluminar el reloj del Teatro des Born. En 1887 se creó una escuela de música y una de coral, y actualmente dispone también de una sección de estudios políticos, económicos, de ciencia y de literatura.
Tiene varias entidades adheridas que trabajan en diversos aspectos de la vida social y cultural de Ciudadela: la Sociedad histórico-Martí y Bella, el Grupo Filatélico y Numismático, el Foto Club, el Club de Ajedrez, la Orquesta Filarmónica, el Grupo Folclórico del Borne, la Asociación Bonsái Menorca y las Aulas de Teatro. Una de las actividades más importantes que ha llevado a cabo el Círculo Artístico es la puesta en marcha en 1970 del Premio Born de Teatro que otorga a textos teatrales inéditos y que tiene mucho prestigio entre los autores teatrales del España y de América del Sur. En 2002 recibió la Medalla de Oro de la Comunidad Autónoma de las Islas Baleares y en 2007 el Premio 31 de diciembre y la Medalla de Oro al Mérito en las Bellas Artes concedido por el Consejo de Ministros de España. Su presidenta actual es Esperanza Pons Mesquida.